# Rhade
Rhade er en kommune med godt 1100 indbyggere (2013) i Samtgemeinde Selsingen i den nordøstlige del af Landkreis Rotenburg (Wümme), i den nordlige del af den tyske delstat Niedersachsen.

## Geografi
I kommunen, der har et areal på 24,44 km², ligger landsbyerne Rhade og Rhadereistedt.